# Adam Obert
Adam Obert (* 23. August 2002 in Bratislava) ist ein slowakischer Fußballspieler.

## Karriere

### Verein
Während der U17 wechselte Adam Obert vom FC Zbrojovka Brünn nach Italien, wo er bei Sampdoria Genua die weiteren U-Mannschaften bis zur U19 durchlief. Hiernach wechselte er zur Spielzeit 2021/22 zur ersten Mannschaft von Cagliari Calcio. Sein Debüt in der Serie A hatte er am 24. Oktober 2021 bei einer 0:3-Niederlage gegen den AC Florenz, wo er in der 71. Minute für den verletzten Nahitan Nández eingewechselt wurde. Am Ende der Saison stieg er mit seinem Tam in die Serie B ab. Hier gehörte er nun zur Stammbesetzung und erreichte mit seinen Mitspielern über die Play-offs den direkten Wiederaufstieg.

### Nationalmannschaft
Nach zwei Partien mit der slowakischen U16 kam er zwischen Oktober 2018 und April 2019 für die U17 in Qualifikations- und Freundschaftsspielen zum Einsatz. Es folgten Einsätze für die U18 und die U21.
Für die slowakische A-Nationalmannschaft debütierte er am 20. November 2022, als er bei einem 0:0-Freundschaftsspiel gegen Chile in der 80. Minute für Vernon De Marco eingewechselt wurde. Zur Vorbereitung zur Endrunde bei der Europameisterschaft 2024 wurde er für den vorläufigen Kader nominiert. und kam in mehreren Freundschaftsspielen zum Einsatz. Beim eigentlichen Turnier kam er zu Kurzeinsätzen in den ersten beiden Gruppenspielen gegen Belgien und die Ukraine.